# MDN Web Docs
MDN Web Docsは、ウェブ標準及びMozillaプロジェクトの開発文書のためのMozillaの公式ウェブサイトである。以前の名称はMozilla Developer Network (モジラ・デベロッパー・ネットワーク、略称: MDN)。

## 特徴
MDN Web Docsは開発者向けの資源であり、開発者や技術ライターのコミュニティによって維持されており、HTML5、JavaScript、CSS、ウェブAPI、Django、Node.js、WebExtensions及びMathMLといった様々な話題に多くの文書をホストしている。モバイルウェブ開発者向けに、MDNはHTML5モバイルアプリ、モバイルアドオンの構築、位置認識アプリといった話題に関する文書を提供している。

## 歴史
このプロジェクトは2005年に開始され、初期はMozilla Corporationの従業員のDeb Richardsonが主導した。文書に対する取り組みは、2006年からEric Shepherdが主導した。
ウェブサイトの最初のコンテンツはDevEdgeによって提供され、Mozilla FoundationはAOLによってライセンスを付与された。現在、このウェブサイトにはDevEdgeとmozilla.orgから移行されたコンテンツと、オリジナルのコンテンツを更新したものが混在している。文書もXULPlanet.comから移行された。
MDNにはディスカッションフォーラムとMozilla IRC Network上のIRCチャンネルの#mdnがある。MDNはMozilla Corporationから資金の提供と共にサーバと従業員の提供も受けている。
2016年10月3日のリリースでBraveはデフォルトの検索エンジンのオプションの1つとしてMDNを採用した。
2017年、MDN Web DocsはGoogle、サムスン電子、Microsoft及びMozillaのウェブ技術の統一文書となった。MicrosoftはMSDNからMDNへのページのリダイレクトを開始した。
2019年、MozillaはMDN Web DocsのフロントエンドをReactで書き換え始めた。貢献者は、引き続きサポートされている古いエディタを使用してサイトのコンテンツを編集することができる。